# Psychiatry and Clinical Neurosciences

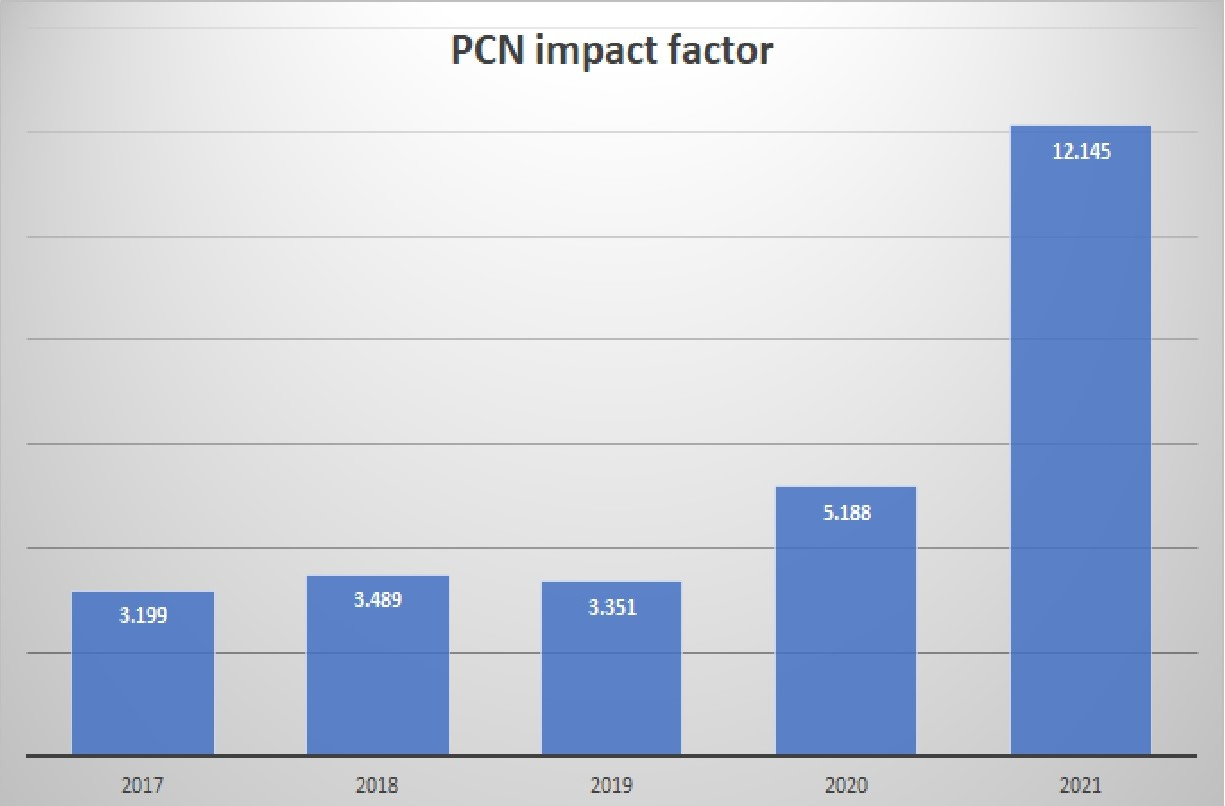
PCNのインパクトファクターの推移

Psychiatry and Clinical Neurosciencesは、精神医学、神経学に関する、英語で書かれた査読制の医学雑誌。1933年に創刊され、当初はFolia Psychiatrica Et Neurologica Japonicaという名前であったが1986年に The Japanese Journal of Psychiatry and Neurology に変更になり、1995年に現在の名称となった。ワイリーから発行されている。チーフエディターは神庭重信（九州大学）、加藤忠史（脳科学総合研究センター、順天堂大学）。
ジャーナルサイテーションレポートによるインパクトファクターは2020年:5.188 、2021年:12.145。2022年:11.9で精神医学の分野では世界155誌中8位にランクされている。